# Roberto Battaglia
Roberto Battaglia (* 23. Juni 1909 in Mailand; † 25. April 1965 ebenda) war ein italienischer Degenfechter.

## Erfolge
Roberto Battaglia wurde 1937 in Paris und 1949 in Kairo mit der Mannschaft Weltmeister. 1934 in Warschau und 1951 in Stockholm belegte er mit ihr zudem den zweiten sowie 1938 in Piešťany den dritten Rang. Bei den Olympischen Spielen 1952 in Helsinki erreichte er mit der Mannschaft die Finalrunde, die Italien ohne Niederlage auf dem ersten Platz beendete. Gemeinsam mit Franco Bertinetti, Giuseppe Delfino, Dario Mangiarotti, Edoardo Mangiarotti und Carlo Pavesi wurde Battaglia somit Olympiasieger. 1942 und 1943 wurde er italienischer Meister.